# Ionity

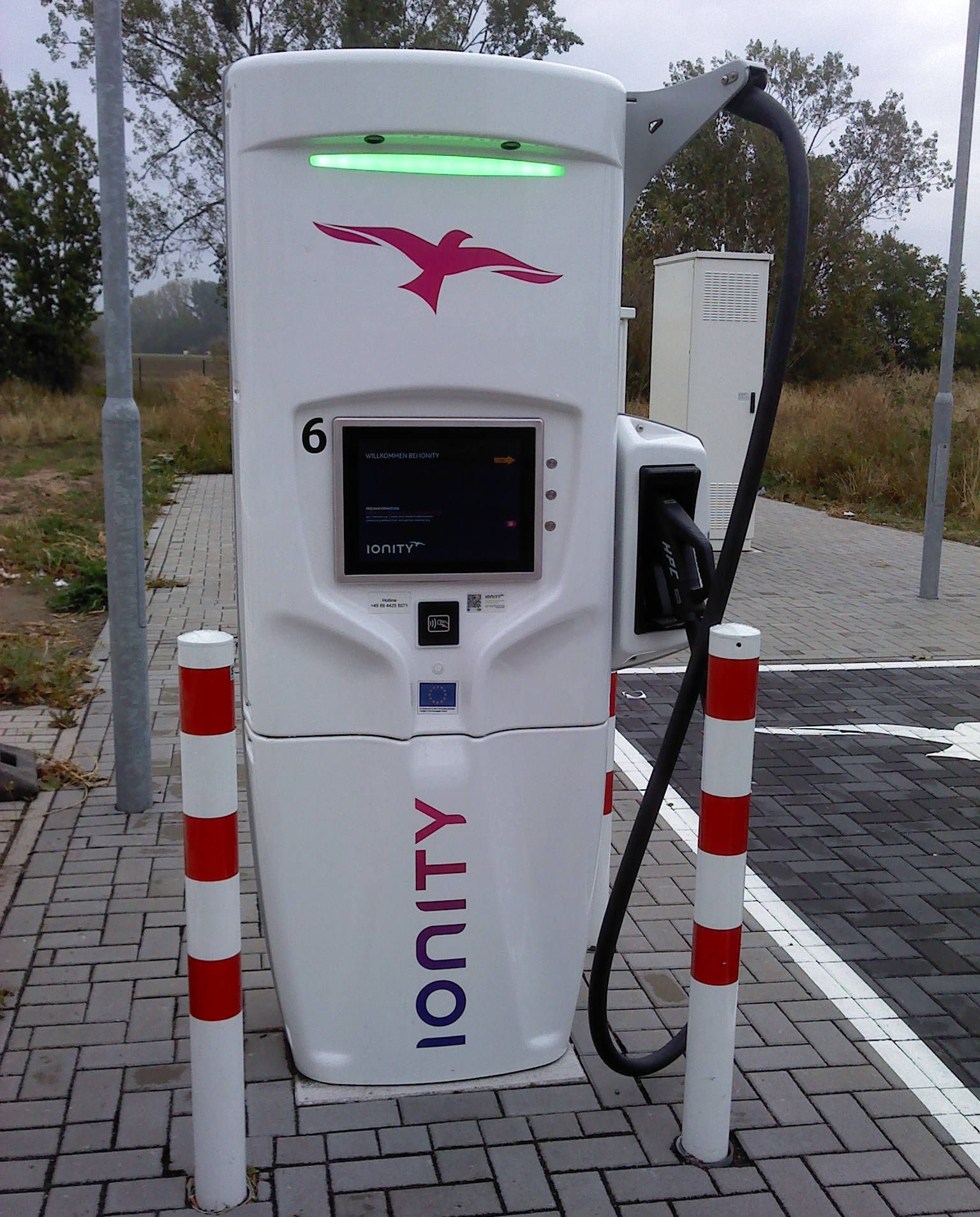
Ionity töltőállomás a BAB A9-en; 2019. szeptember

Az Ionity GmbH egy olyan vállalat, amely elektromos autók töltőállomásainak hálózatát üzemelteti az európai autópályák mentén. Több autógyártó 2017-ben alapította meg a töltési infrastruktúra-szolgáltató (Charge Point Operator, CPO) Ionity-t azzal a céllal, hogy az elektromos mobilitást alkalmassá tegye újonnan piacra kerülő járműveinek távolsági utakra. 200 helyszínből álló első fejlesztési fázis, ahol több jármű is tölthető egyszerre akár 350 töltőállomáson úgynevezett nagyteljesítményű töltés (HPC) céljából kW töltőteljesítmény tölthető a 2020-as évek elején készült el. Mivel az első 300 helyszínt gyorsabban hozták létre 2020 végére, 2024 februárjában már 600 helyszínt sikerült elérni, míg 2025 végére 1000 helyszínt kívánnak elérni.

## Történet
2016 végén bejelentették, hogy a legnagyobb német autógyártók a Forddal közösen európai töltőhálózat kiépítését tervezik elektromos autók számára. A hálózatnak 18 országban 400 állomást kell magában foglalnia, és 2020 végére kell elkészülnie. A töltőállomások átlagos távolsága ezeken az útvonalakon nem haladhatja meg a 120-at km. 2017 áprilisában az EU Bizottsága jóváhagyta egy vegyes vállalat létrehozását. Az alapításban részt vett a BMW Group, a Daimler AG, a Ford Motor Company és a Volkswagen-csoport Audi és Porsche márkákkal. A Hyundai Motor Group 2019 szeptemberében csatlakozott. Ez az öt csoport további befektetési partnereket keres, aminek eredményeként a Shell és a Renault félmilliárd eurós ajánlatot tett 2021-ben.
A cég nevét 2017 novemberében hozták nyilvánosságra. A név az ion (elektromos töltésű atom) és a unity (egység) szavak összerántásából származik. A Kamenz lítium-polimer akkumulátorgyártó cég, az Ionity AG korábban ezt a nevet használta, amely 2004-ben csődbe ment, és számos utódvállalatnál folytatták.
EUROP-E néven a TEN-T folyosók mentén létesülő állomásokat az Európai Unió 20 fővel finanszírozza. A legfeljebb 195 millió eurós költségek százalékát finanszírozzák. Az első töltőállomás hat 350 kW-os töltőállomással 2017 decemberében épült a dániai Aabenraában. Az első töltőállomás Németországban, a 61-es autópálya Brohltal Ost helyén, január 17-én nyílt meg. Nyilvános használatra 2018 áprilisában adták ki.
Az Ionity 2018 júniusa óta a Polarstern valóban zöld áramával dolgozik. Ez viseli a zöld villamosenergia-címkét, amelyet különböző környezetvédelmi szervezetek támogatnak.
2021 októbere óta az Ionity lehetővé teszi ügyfelei számára az ISO 15118 szabvány szerint tervezett Plug &amp; Charge töltési és fizetési folyamat használatát. A Plug & Charge funkcióval a járműben tárolt töltési áram szerződések automatikusan felismerésre kerülnek a járműhöz kötött töltőkábelen keresztül, és a töltés engedélyezésére és számlázására használják fel.
2021 novemberében a BlackRock mintegy 700 millió eurós befektetéssel az Ionity legnagyobb részvényese lett.

## Tarifa

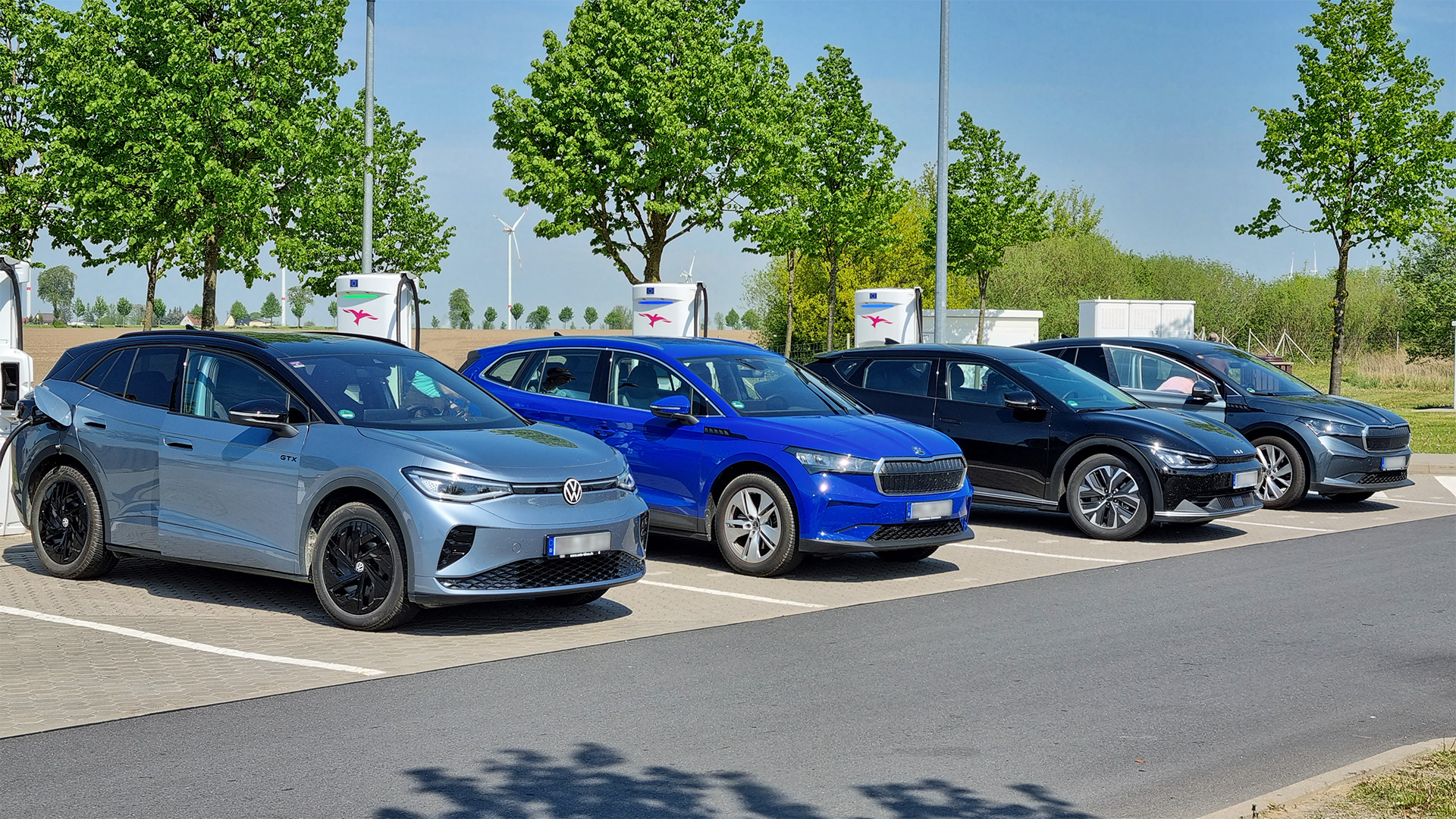
Ionity töltőállomás a BAB A20-on, „Raststätte Demminer Land”; 2023. május

Az első töltőállomásokkal végzett tesztüzemek során a töltés kezdetben 2018 szeptemberéig ingyenes volt, majd az eurózónában egy ideig 8 eurós átalánydíjért kínálták. 2020 februárja óta az Ionity a legtöbb országban használati alapú árazási modellt alkalmaz, néhány országban viszont időalapú számlázást alkalmaz.

## Helyszínek
Az első fejlesztési szakaszban 400 telephelyet kellene kialakítani több töltőállomással Európában. Ezen helyek mindegyike kettő-tíz töltőponttal van felszerelve, egyes helyeken pedig már készülnek a jövőbeli bővítésekre. A töltőállomások olyan partnercégeknél találhatók, mint a Q8, Shell, MRH, OMV, Tank &amp; Rast vagy Circle K, amelyekkel együttműködési megállapodást kötöttek.
2024 áprilisáig 616 telephely 3638 töltőponttal működött 24 európai országban. A tervek szerint 2027-re több mint 1000 helyszínen 9000 töltőpontot szerelnek fel.
Minden hely rendelkezik elegendő hálózati kapcsolattal ahhoz, hogy az összes töltőpontot maximális töltési teljesítménnyel lássa el, még akkor is, ha teljesen foglalt. A helyszíneken rendszeresen alállomás épül.

## Töltőállomások
Az Ionity töltőállomásokon mindig vannak olyan töltődugók, amelyek megfelelnek az Európai Unió által szabványként meghatározott kombinált töltési rendszernek (CCS Type 2). A 2-es típusú és az egyes esetekben szintén kínált CHAdeMO töltőportok akár 43 töltési kapacitással is rendelkeznek. kW vagy 50 kW korlátozott.
Négy különböző gyártó szállítja az Ionity töltőállomásait:
- ABB (Típus: Terra HP CP500 és Terra 53 vagy 54 töltőállomásokhoz 50 kW-ig)
- Trícium (Veefil-PK)
- Ecoenergetyka (axon)
- Alpitronic (HYC400 hipertöltő)

Ezeket akár 350 kW teljesítményre tervezték 800 V-on. Az ABB HP töltőállomások 500 A-es folyadékhűtéses kábellel rendelkeznek (nem az 50 kW-os állomásokon), 400 V-on maximum kb. 200 kW érhető el. A Tritium Veefil-PK350 töltőállomások 500 A-es folyadékhűtéses kábellel rendelkeznek, maximum 920 V-ot bírnak, és a maximális teljesítmény 350 kW érhető el. Az Axon SAT töltőállomások folyadékhűtéses kábellel rendelkeznek 500 A-ig, maximum 1000 V-ig és 350 kW-ig. Az Alpitronic Hypercharger HYC400 két léghűtéses kábellel rendelkezik 400 A-re (600 A-es lökettel), 1000 V-ig maximum 400 kW érhető el. Az Ionity maximális töltési teljesítménye 2 × 200 kW-ra oszlik.

## Fogadtatás
A Stiftung Warentest 2022-es összehasonlító tesztjén a töltőállomás alkalmazás csak azért kapott megfelelő értékelést, mert az alkalmazás megjeleníti a saját töltőpontjait, a töltőpont információi nem elegendőek, és csak az autópályák mentén lévők jelennek meg.

## Fordítás
Ez a szócikk részben vagy egészben  az   Ionity című angol Wikipédia-szócikk ezen változatának fordításán alapul.  Az eredeti cikk szerkesztőit annak laptörténete sorolja fel. Ez a jelzés csupán a megfogalmazás eredetét és a szerzői jogokat jelzi, nem szolgál a cikkben szereplő információk forrásmegjelöléseként.